# Ives (krater)
Ives är en nedslagskrater på planeten Merkurius, med en diameter på ungefär 18 kilometer.
1979 uppkallade den efter kompositören Charles Ives.